# موریسسیو ساکونی
موریسسیو ساکونی (انگلیسی: Maurizio Sacconi؛ زادهٔ ۱۳ ژوئیهٔ ۱۹۵۰) سیاست‌مدار اهل ایتالیایی از ونتو است. او یکی از اعضای قدیمی حزب سوسیالیست ایتالیا بوده‌است و همچنین از سال ۱۹۷۹ تا ۱۹۹۴ عضو اتاق بازرگانی ایتالیا بوده و از سال ۱۹۸۷ تا ۱۹۹۴ نیز به عنوان معاون وزارت خزانه داری خدمت کرده‌است. بین سال‌های ۱۹۸۱ و ۱۹۸۴ او اولین رئیس‌جمهور از لگامبینت، بزرگترین انجمن محیط زیست در ایتالیا بود. از سال ۱۹۹۵ تا ۲۰۰۱ او مدیر شعبه سازمان بین‌المللی کار بود.
در سال ۲۰۰۱ ساکونی به فورزا ایتالیا ملحق شد و به عنوان معاون وزیر کار در دولت سیلویو برلوسکونی منصوب شد. پس از پنج سال به عنوان معاون وزیر روبرتو مارونی، سناتور او در سال ۲۰۰۶ انتخاب شد و در سال ۲۰۰۸ مجدداً انتخاب شد.
او وزیر کار در کابینه برلوسکونی ۲۰۰۹–۲۰۱۱ بود